# Saint-Eloy
Saint-Eloy è un comune francese di 211 abitanti situato nel dipartimento del Finistère nella regione della Bretagna.

## Società

### Evoluzione demografica
Abitanti censiti